# Oriental Pearl Tower
Az Oriental Pearl Tower (egyszerűsített kínai írással: 東方明珠塔 vagy 东方明珠塔, pinjin: Dōngfāng Míngzhūtǎ) futurista tévétorony Sanghaj Putung kerületében. Az 1991 és 1994 között épült 467 méteres torony volt Kína legmagasabb építménye a közeli World Financial Center 2007-es elkészültéig, azóta viszont a városon belül is visszacsúszott a 3. helyre. Ez Sanghaj első AAAAA besorolású turisztikai látványossága. A torony máig a világ legmagasabb építményei közé tartozik, és az 5. legmagasabb torony a világon. Egyedülálló építészete, magassága és tizenöt kilátóterasza a város jelképévé és egyik legnépszerűbb turisztikai célpontjává tette.

## Története

### Tervezés
Egy 1983. augusztus 25-i adásban mutatták be a kezdeti elképzelést, hogy Sanghaj belvárosában új tévétornyot építsenek a kapacitás növelése és a régebbi infrastruktúra lecserélése érdekében. Ugyanazon év november 17-én a tervet finomították, és bemutatták a Shanghai Media Group hatodik ötéves tervében. A torony tervezett magassága ekkor még 400 méter volt.
1984. március 25-én az ötletet hivatalosan is javasolták a városi kongresszusnak, amely még abban az évben jóváhagyta. A helyszínt Putung belváros felőli részén jelölték ki, amit a gazdasági reformnak köszönhető gyors fejlődés miatt ekkoriban kezdtek el beépíteni. A döntést a Sanghaji Rádió és Televízió Iroda augusztus 23-án tette hivatalossá. 1986 októberében a végleges javaslatot, amely tartalmazta a torony tervezett magasságának 450 méteresre növelését, benyújtották a Nemzeti Tervbizottságnak, amely a következő év januárjában jóváhagyta a véglegesített javaslatot. 1988 szeptemberében három cégtől összesen 12 terv érkezett be. A Kelet-kínai Építészeti Tervező Intézet „Oriental Pearl,” azaz „Keleti Gyöngy” nevű tervét választották ki.

### Építés
1991. július 30-án lerakták a torony alapkövét, és megkezdődött az építkezés. 1993. december 14-re a torony váza elkészült. A következő év május 1-jén 11 napos felemelés után telepítették az antennát. Az október 1-jén tartott kínai nemzeti ünnepre a belső létesítmények is elkészültek. A lifteket az amerikai OTIS cég gyártotta az építmény számára.
Az Oriental Pearl Tower egy évvel később megnyílt a nagyközönség előtt, és ezzel párhuzamosan megkezdődött az öt televíziós és rádiós csatorna sugárzása.

## Építészeti jellemzői
Az Oriental Pearl Tower vasbeton szerkezete 350 méter magas, amihez hozzáadódik a 110 méter magas acél antenna.

### Alapozás
A Huangpu-folyó partján, Lujiazuiban található Oriental Pearl Tower közvetlenül a Bunddal átellenben áll. A terület puha és vizenyős talajának köszönhetően a nagy betonoszlopokat mélyen a földbe süllyesztették, amihez a beépített célcsövek és acéllemezek további támasztékot nyújtottak. Ezt a technológiát később a közeli Jin Mao Tower építésénél is alkalmazták.

### Gömbök
A torony leglátványosabb elemei a szürke és rózsaszín gömbök. A három nagy gömb alakú platformot három oszlop és egy lift köt össze. A tervezők szerint a sanghaji kultúrát tükröző dizájnt a Tang-dinasztia korának legnevesebb költője, Po Csü-ji Pi-pa jin (A pi-pá hangszeren játszó öregasszony) című verse ihlette.
A gömböket, amelyek egy integrált acélvázzal készültek, betonlapok és laminált üveglapok borítják. Az alsó gömb kilátója 90, a középsőé pedig 263 méter magasan található. A harmadik, jóval kisebb méretű gömb teteje a vasbeton szerkezet közel 350 méteres teteje, amelyből az antenna kiindul.
A torony tizenöt kilátószinttel rendelkezik, a legmagasabb 351 méter magas, és egy panorámás üvegpadlót tartalmaz. Az alsóbb szinteken olyan kényelmi létesítmények találhatók, mint a forgó étterem és a beltéri hullámvasút. A két nagy gömb között egy 20 szobás szálloda is található, amely a Space Hotel nevet kapta.

## Galéria

Összehasonlítva a világ legmagasabb tornyaival
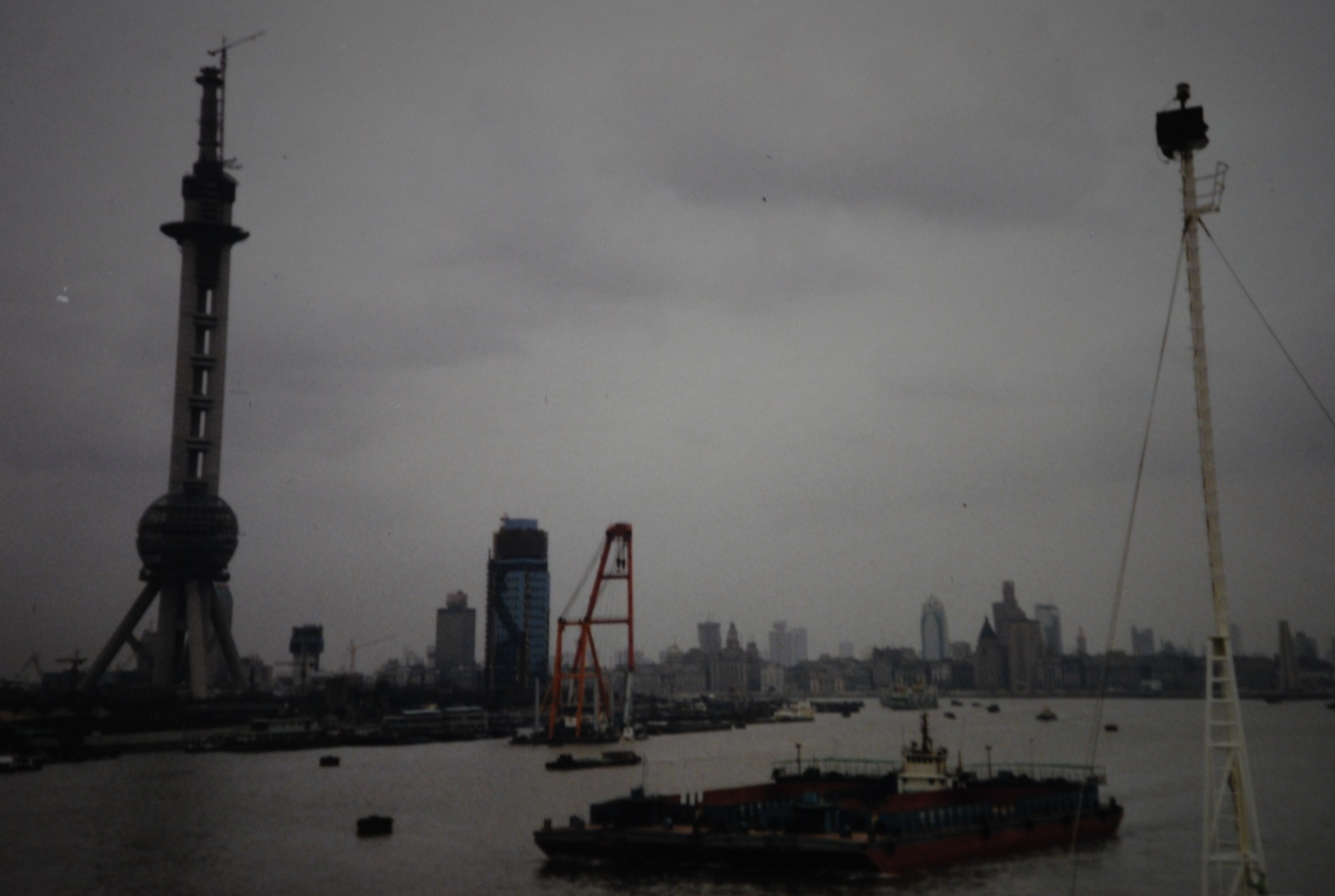
Az építkezés 1994-ben
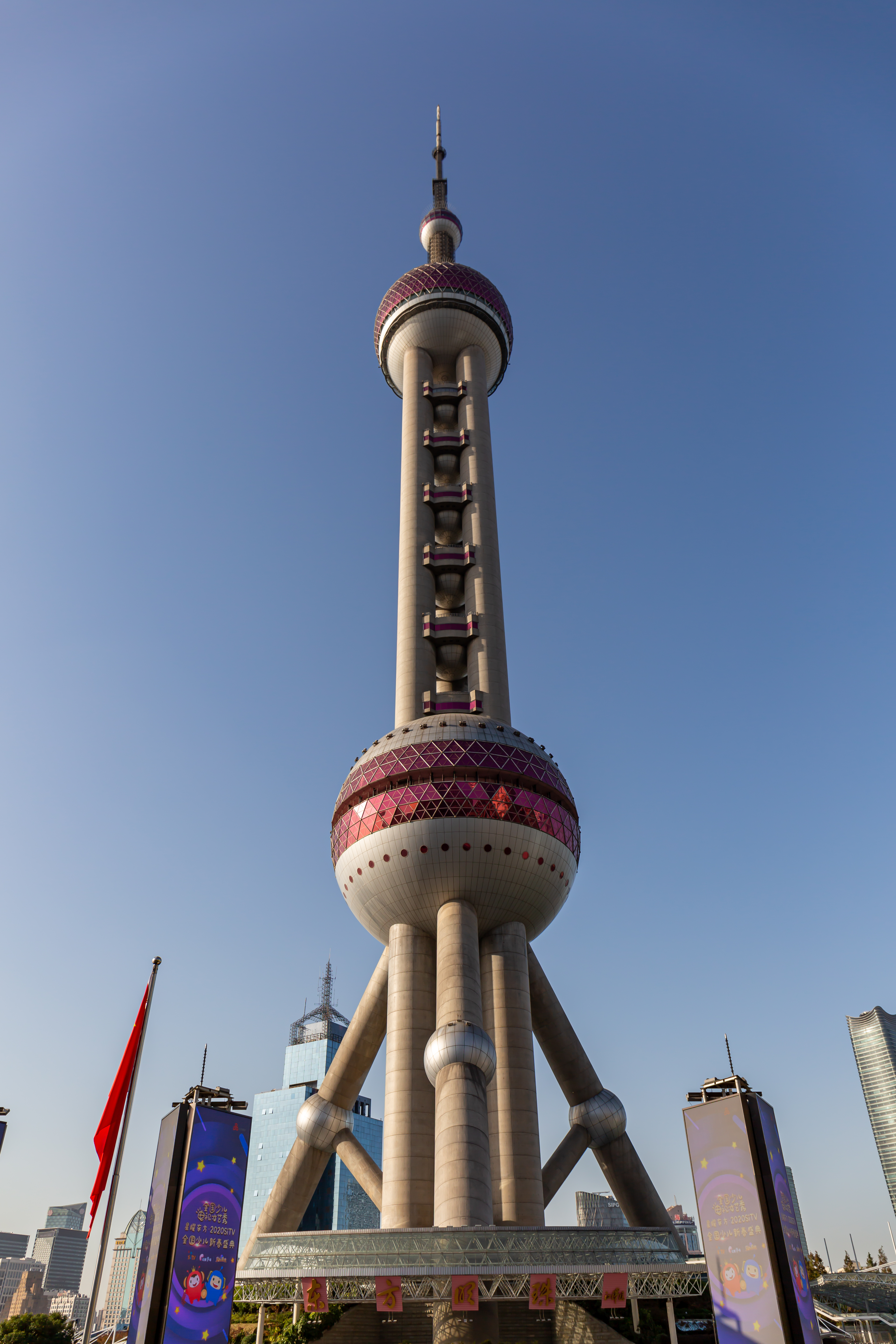
A torony alulról
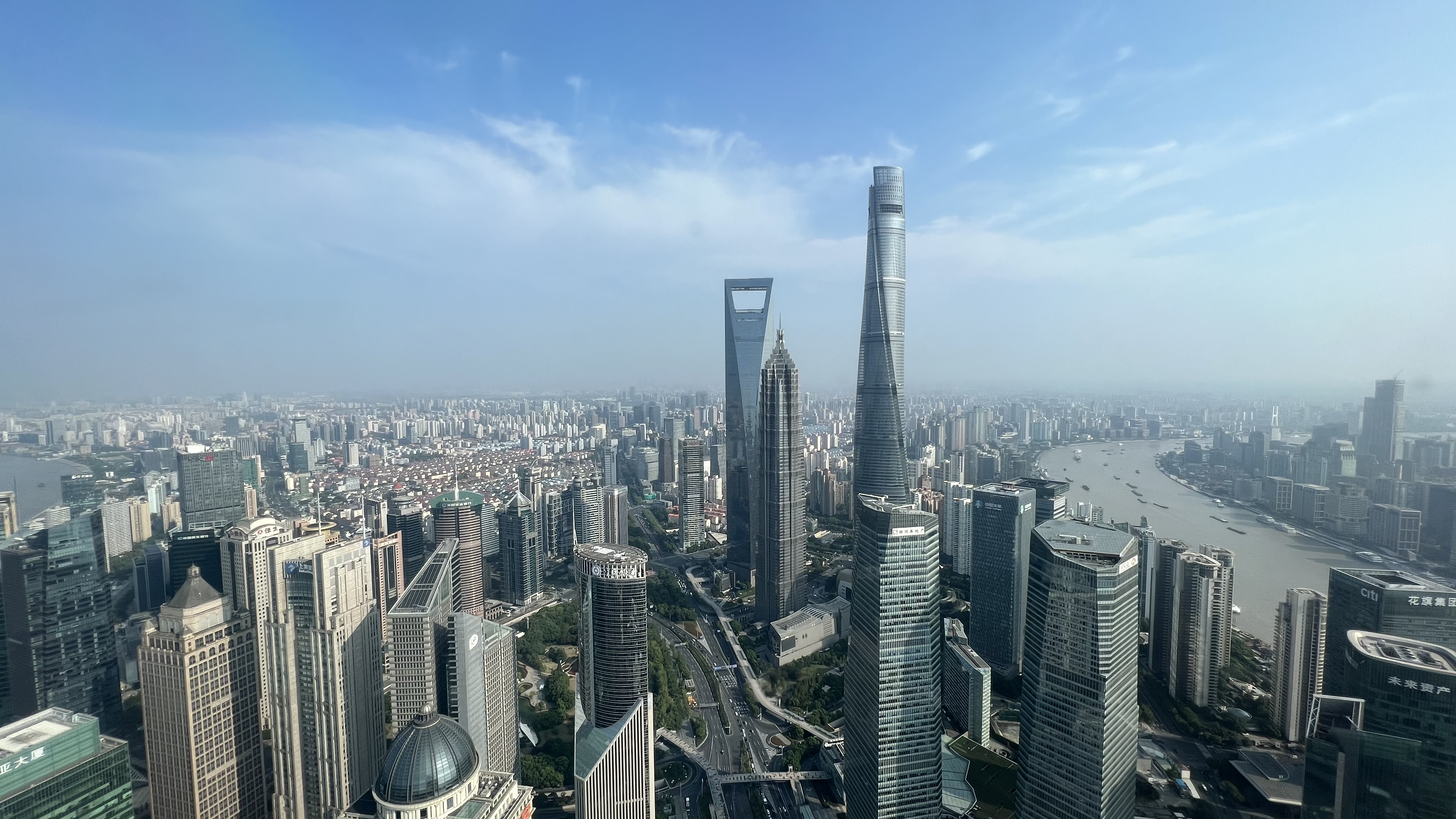
Panoráma a kilátóból
Sanghaj látképe a Bund felől
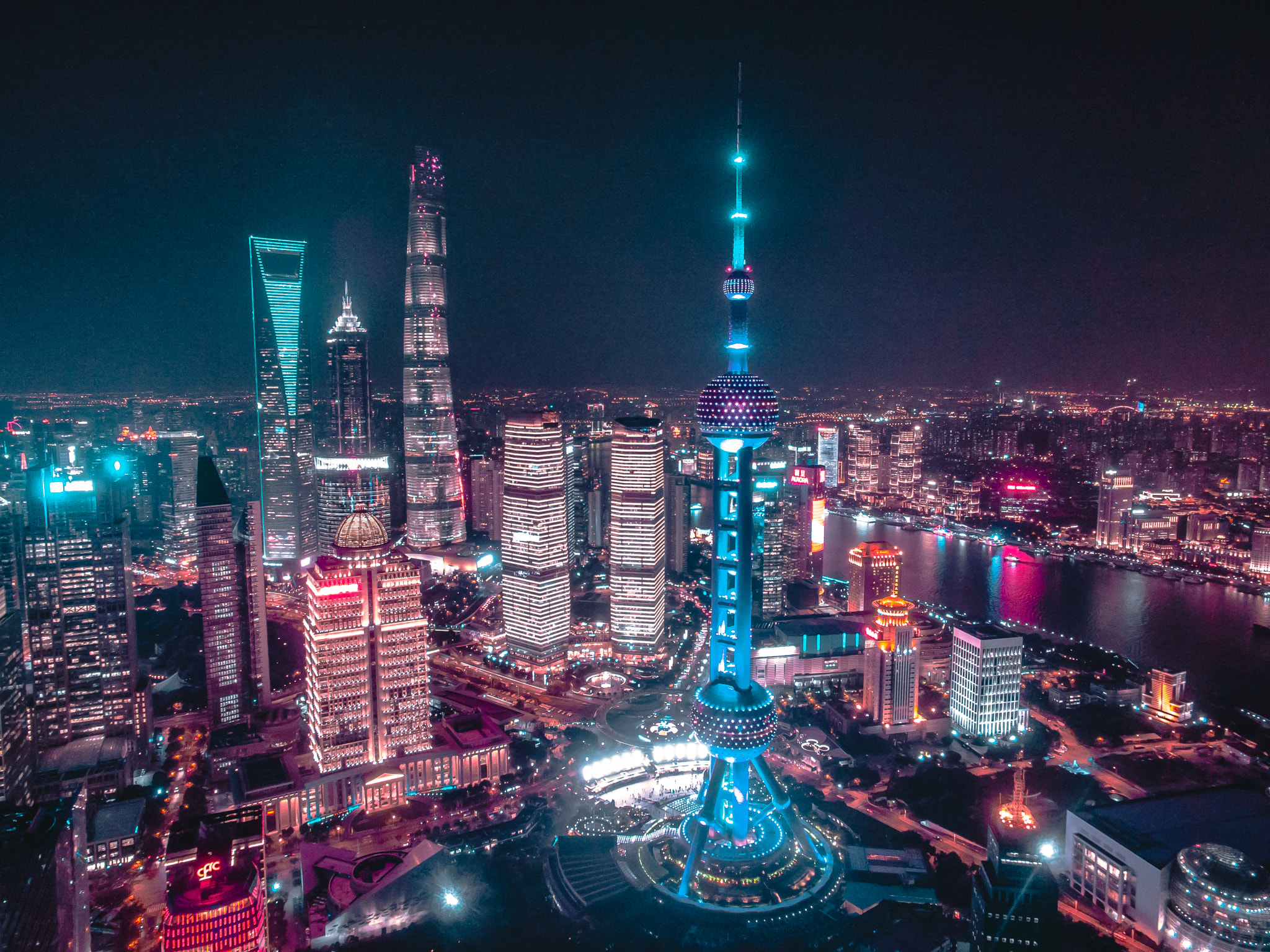
Éjszakai díszkivilágítással

## Fordítás
- Ez a szócikk részben vagy egészben  az   Oriental Pearl Tower című angol Wikipédia-szócikk ezen változatának fordításán alapul.  Az eredeti cikk szerkesztőit annak laptörténete sorolja fel. Ez a jelzés csupán a megfogalmazás eredetét és a szerzői jogokat jelzi, nem szolgál a cikkben szereplő információk forrásmegjelöléseként.